# Sint-Huybrechtstoren
De Sint-Huybrechtstoren in de stad Delft, in de Nederlandse provincie Zuid-Holland, is een waltoren en was onderdeel van de middeleeuwse stadsomwalling van Delft. Gebouwd in de eerste kwart van de 16e eeuw en vernoemd naar de patroonheilige van de jagers, Sint-Hubertus. In de toren werden wapens en kruit opgeslagen. Ondergronds was de toren door een tunnel bereikbaar; deze tunnel is in de zomer van 2020 blootgelegd en versterkt.
Het in dezelfde stijl aan de toren gebouwde boothuis is ontworpen door de bekende meestervervalser Han van Meegeren, in opdracht van de roeivereniging De Delftsche Sport ((DDS) en is nog steeds als zodanig in gebruik.
Haagpoort · Sint-Andriestoren · Sint-Joostentoren · Sint-Stevenstoren · Sint-Annatoren · Sint-Claratoren · Sint-Huybrechtstoren · Sint-Joristoren · Rietveldse Toren · Koepoort · Oostpoort · Henegouwse Toren · Rotterdamse Poort · Schiedamse Poort · Bourgondische Toren · Hollandse Toren · Zeelandse Toren · Waterslootse Poort · Sint-Michielstoren · Sint-Hiëronymustoren · Schoolpoort · Bagijnetoren